# National Football League 1955
La stagione NFL 1955 fu la 36ª stagione sportiva della National Football League, la massima lega professionistica statunitense di football americano. La finale del campionato si disputò il 26 dicembre 1955 al Memorial Coliseum di Los Angeles, in California e vide la vittoria dei Cleveland Browns sui Los Angeles Rams per 38 a 14. La stagione iniziò il 24 settembre 1955 e si concluse con il Pro Bowl 1956 che si tenne il 15 gennaio al Los Angeles Memorial Coliseum.

## Modifiche alle regole
- Venne stabilito che l'azione è terminata appena il giocatore in possesso di palla, immobilizzato da un avversario, tocchi il terreno con una qualsiasi parte del corpo che non siano mani o piedi.
- Venne stabilito che se un difensore effettua un intercetto e l'inerzia dell'azione lo porta nella propria end zone dove viene bloccato da un avversario, non verrà assegnato un safety, ma il gioco riprenderà dal punto dove è stato effettuato l'intercetto.

## Stagione regolare
La stagione regolare si svolse in 12 giornate, iniziò il 24 settembre e terminò il 11 dicembre 1955.

### Risultati della stagione regolare
- V = Vittorie, S = Sconfitte, P = Pareggi, PCT = Percentuale di vittorie, PF = Punti Fatti, PS = Punti Subiti
- Nota: nelle stagioni precedenti al 1972 i pareggi non venivano conteggiati nel calcolo della percentuale di vittorie.

| Eastern Conference  |   |   |   |     |     |     |
| Squadra             | V | S | P | PCT | PF  | PS  |
| Cleveland Browns    | 9 | 2 | 1 | 818 | 349 | 218 |
| Washington Redskins | 8 | 4 | 0 | 667 | 246 | 222 |
| New York Giants     | 6 | 5 | 1 | 545 | 267 | 223 |
| Chicago Cardinals   | 4 | 7 | 1 | 364 | 224 | 252 |
| Philadelphia Eagles | 4 | 7 | 1 | 364 | 248 | 231 |
| Pittsburgh Steelers | 4 | 8 | 0 | 333 | 195 | 285 |

| Western Conference  |   |   |   |     |     |     |
| Squadra             | V | S | P | PCT | PF  | PS  |
| Los Angeles Rams    | 8 | 3 | 1 | 727 | 260 | 231 |
| Chicago Bears       | 8 | 4 | 0 | 667 | 294 | 251 |
| Green Bay Packers   | 6 | 6 | 0 | 500 | 258 | 276 |
| Baltimore Colts     | 5 | 6 | 1 | 455 | 214 | 239 |
| San Francisco 49ers | 4 | 8 | 0 | 333 | 216 | 298 |
| Detroit Lions       | 3 | 9 | 0 | 250 | 230 | 275 |

## La finale
La finale del campionato si disputò il 26 dicembre 1955 al Los Angeles Memorial e vide la vittoria dei Cleveland Browns sui Los Angeles Rams per 38 a 14.

## Vincitore
| Vincitori del campionato NFL 1955 Cleveland Browns 3º titolo |